# باغ آلبالو
باغ آلبالو (به روسی: Вишнëвый сад) نمایشنامهٔ روسی، آخرین اثر آنتون چخوف است که در سال ۱۹۰۳ نوشته شده و در سال ۱۹۰۴ برای اولین‌بار در تئاتر هنری مسکو به کارگردانی کنستانتین استانیسلاوسکی به روی صحنه رفته‌است. چخوف این نمایش‌نامه را یک اثر کمدی می‌داند که عناصر فارس (Farce یا خرسکبازی) در آن وجود دارد، درحالی‌که استانیسلاوسکی این نمایش را به‌عنوان یک اثر تراژدی کارگردانی می‌کند.

## خلاصهٔ داستان
نمایش‌نامه داستان یک زن اشراف‌زادهٔ روس و خانواده‌اش است که به‌ علت قرض، رو به ورشکستگی هستند و باغ آلبالوی خاطره‌انگیزشان در گرو بانک است، و چون خانواده غیر از قرض عایداتی ندارد، قرار است در موعد معینی باغ و ملکشان حراج شود. درعین‌حال، این خانواده هیچ کاری برای نجات خود و جلوگیری از فروش باغ انجام نمی‌دهند، و در پایان، باغ آلبالو به یک دهقان‌زادهٔ تازه به ثروت رسیده فروخته می‌شود و خانوادهٔ رانوسکی باغ را ترک می‌کنند، درحالی‌که صدای تبری که درخت‌های باغ را قطع می‌کند شنیده می‌شود.

## شخصیت‌ها
- مادام لیوبوف اندریونا رانوسکی: مالک باغ آلبالو
- آنیا: دختر هفده‌سالهٔ مادام رانوسکی
- واریا: دخترخواندهٔ بیست‌ودوسالهٔ مادام رانوسکی
- لئونید اندریویچ گایف: برادر مادام رانوسکی
- یرمولی الکسیویچ لوپاخین: یک تاجر دهقان‌زاده
- پیتر سرگیویچ تروفیموف: دانشجو
- بوریس بوریسیویچ سیمونف پیشیک: یک ملّاک
- شارلوتا ایوانوونا: معلم‌سرخانه
- یپیخودوف: حسابدار
- دونیاشا: خدمتکار
- فیرس: پیشخدمت هشتادوهفت‌ساله
- یاشا: پیشخدمت جوان
- یک غریبه، رئیس ایستگاه، کارمند پستخانه، مهمانان و نوکران

## ترجمه به فارسی
طی سال‌های مختلف، این نمایش‌نامه توسط مترجمانی چون بزرگ علوی، سیمین دانشور، بهروز تورانیی، ناهید کاشیچی و پرویز شهدی به فارسی برگردانده شده‌است.

## اجرا در تئاتر ایران
این نمایش در ایران برای چندین و چند بار به روی صحنه رفته‌است.
در مراسم افتتاحیه تئاتر شهر در روز هفتم بهمن ۱۳۵۱ این نمایش با حضور فرح پهلوی به کارگردانی آربی اوانسیان و با بازی داریوش فرهنگ، سوسن تسلیمی، مهدی هاشمی، فهیمه راستکار و پرویز پورحسینی به روی صحنه رفت. 
نمایش باغ آلبالو در سال ۱۴۰۲ در عمارت ‌ارغوان به کارگردانی و تهیه‌کنندگی نیما هاشمی و با بازی مریم امیرجلالی، امید زندگانی، افشین سنگ‌چاپ و ... به روی صحنه رفت.